# مرکز کشف لگولند تورنتو

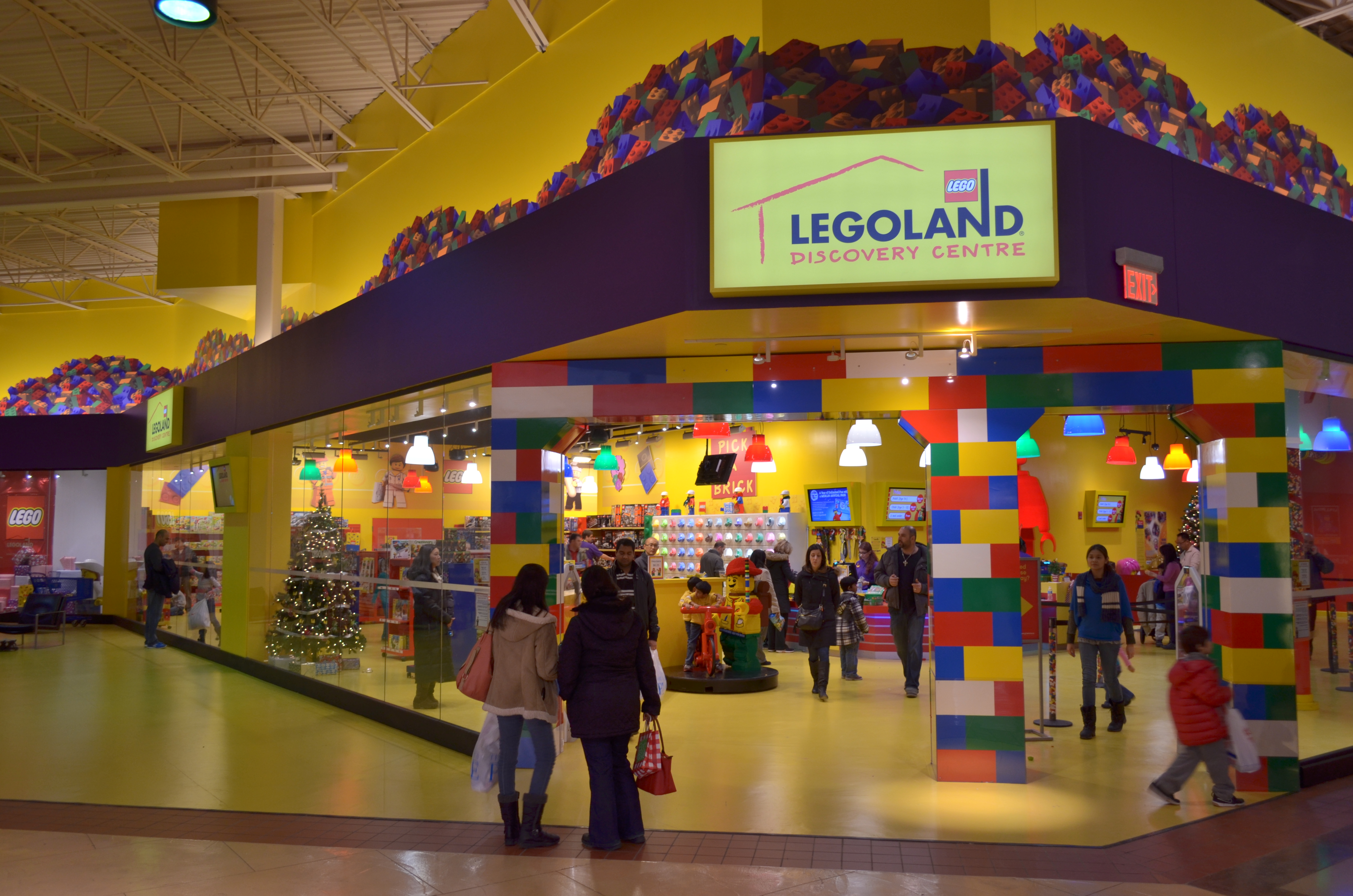
'مرکز کشف لگولند تورنتو

مرکز کشف لگولند تورنتو (انگلیسی: LEGOLAND Discovery Centre Toronto) یک مرکز سرگرمی خانوادگی سرپوشیده است که در مرکز خرید وان میلز در وان (شهرک)، انتاریو درست در شمال تورنتو واقع شده‌است.